# Le Pauvre Garçon meunier et la Petite Chatte
Le Pauvre Garçon meunier et la Petite Chatte est un conte de fées (classé ATU 402 : « La Souris (Chatte, Grenouille, etc.) comme fiancée »). Il apparaît dans les Contes pour enfants et pour la maison des frères Grimm (numéroté KHM 106).

## Résumé
Un vieux meunier veut donner son moulin à celui de ses trois valets qui trouvera le meilleur cheval. Deux d'entre eux ne veulent pas emmener avec eux le troisième, Hans, le plus jeune, parce qu'ils ne lui font pas confiance et qu'il ne veut pas du moulin. Alors ils le laissent dans une grotte la nuit.
Dans la forêt, une chatte colorée lui promet un cheval s'il la sert pendant sept ans. Dans son château enchanté, il y a de nombreux chatons qui font de la musique tout en mangeant. Quand il ne veut pas danser avec elle, ils le mettent au lit. Il doit couper du bois, faire du foin et enfin construire une petite maison en utilisant des outils en cuivre, en or et en argent. Le terme passé, elle lui montre les chevaux puis le renvoie chez lui. Là, on se moque de lui parce que ses vieux vêtements déchirés ne lui vont plus. Il doit dormir avec les oies.
Le lendemain matin, une princesse arrive en calèche avec son cheval, qui est meilleur que les chevaux des autres serviteurs. C'est la chatte qui s'est métamorphosée. Elle emmène ensuite Hans dans la maison qu'il a construite, transformée en château.

## Mode d'expression
Le narrateur commente le mauvais comportement des personnes âgées (« Oui ! Vous n’irez pas bien ! ») et conclut : « Par conséquent, personne ne devrait dire que quelqu’un qui est stupide ne peut rien accomplir de bien ». Les frères Grimm ont également inclus des discours littéraux : « Je suis vieux et je veux m'asseoir derrière le poêle » (voir le conte KHM 35, Le Tailleur au ciel (de)) « C’est assez doux ».

## Origine

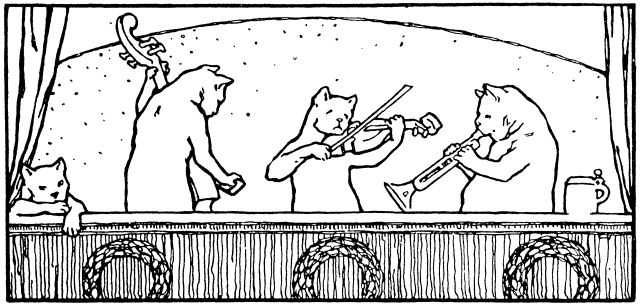
Illustration d'Otto Ubbelohde, 1909

L'annotation des frères Grimm souligne que c'est un conte de Zwehrn, transmis par Dorothea Viehmann le 23 juin 1813. La plus ancienne version connue de ce conte est française : La Chatte blanche de Marie-Catherine d'Aulnoy, publié en 1697. Pendant tout le XIXe siècle, il a été édité pour le colportage, influençant ainsi la tradition orale.
Ce conte ressemble à d'autres des Grimm mettant en scène trois frères (ou personnes travaillant ensemble) devant être départagés par des épreuves afin d'obtenir un héritage. Citons KHM 62 La Reine des abeilles (de), KHM 63 Les Trois Plumes et KHM 64 L'Oie d'or (de). Mais contrairement à eux, conte qui nous concerne ne comporte qu'une seule épreuve. Les deux concurrents ne jouent pas non plus le rôle d'antagonistes, comme dans KHM 57 : L'Oiseau d'or et KHM 97 : L'Eau de la vie. Les commentaires du narrateur, lorsque le héros est abandonné par les deux autres et à la fin du conte, font de ce récit une des exceptions à la volonté des frères Grimm de ne pas ajouter de préceptes moraux et de laisser le conte agir lui-même.
Selon les conteurs, on raconte « une autre histoire de Paderborn » (de la famille von Haxthausen) : le simplet sert fidèlement un petit homme gris en coupant du bois et obtient le plus beau cheval. Les frères le mirent dans un four à chaux. Le mâle le sort à nouveau et l'oint jusqu'à ce qu'il soit en bonne santé. Ensuite, il obtient la meilleure chemise. Les frères lui tirent dessus et l'accusent d'être dans la ligue du diable avant le père. Il doit maintenant se procurer le meilleur pain et reçoit une baguette de sourcier d'une petite femme avec qui il partage sa nourriture. Lorsqu'il le tient au-dessus de l'eau, une tortue arrive et lui donne de l'argent et, au bout d'un an, le plus beau des pains. En retour, il obtient le moulin de son père et trouve une princesse à côté de la tortue, qu'il a libérée de la malédiction de sa mère. Un jour, lorsqu'il jeta la tortue dans le feu, sa femme lui cracha au visage et il s'enfouit dans une grotte profonde avec l'inscription « ici-bas, personne ne me trouvera, sauf Dieu seul ». Le roi malade arrive là par hasard et retrouve la santé. Il les fait creuser davantage et les réconcilie. Les frères Grimm citent d'autres références littéraires : Ignaz Vinzenz Zingerle (de) « p. 171 », Theodor Colshorn (de) n° 15, une chanson populaire suédoise, Cavallius « p. 300 », polonais de Lewestam « p. 101 », albanais de Hahn « 2 ».
Selon Heinz Rölleke (de), le conte de fées, comme Les Trois Plumes de Dorothea Viehmann, peut-être via les Contes de fées anonymes de Brunswick (1801), remonte finalement à La Chatte blanche d'Aulnoy. L'« autre histoire de Paderborn » correspond aux Mährchen von der Padde (1812) de Johann Gustav Gottlieb Büsching et a influencé le texte. Plus tard, Wilhelm Grimm ajouta une version que son fils Herman raconta le 5 septembre 1833. Il ne le faisait pas habituellement avec les textes de Dorothea Viehmann. Le Pauvre Garçon meunier et la Petite Chatte apparaissent également dans la petite édition du recueil ; les chats mignons l'ont probablement rendu populaire. Selon Hans-Jörg Uther, il est souvent remplacé par Le Chat Botté. Cette farce se concentre moins sur la rivalité entre frères que sur les aventures du plus jeune. Son refus de danser avec un chat n’entraîne pas de complications ici. Dans d'autres versions, sa tâche semble être de couper du bois, d'empiler un bûcher et de brûler la fourrure ou les pattes coupées du chat. Dorothea Viehmann vise davantage la surprise dans le moulin, peut-être influencée par La chatte blanche d'Aulnoy. Le conte de fées de la plus jeune incomprise devient celui de la mariée attendant le rédempteur, comme KHM 92 Le Roi de la Montagne d'Or (de).

## Interprétation

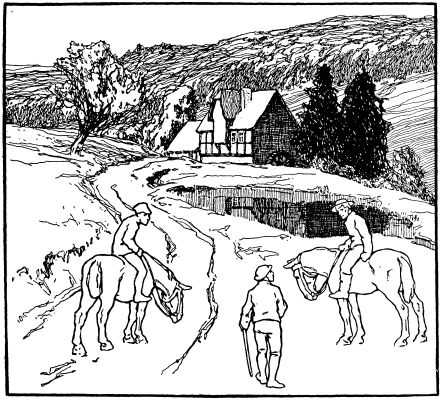
Illustration d'Otto Ubbelohde, 1909

Pour Rudolf Meyer (de), l'argent et le chat représentent une vie instinctive lunaire. Edzard Storck l’appelle le pouvoir de « l’imagination et du cœur », et le chaton coloré représente « la vivacité de la vie intérieure, qui s’épanouit dans la puissance intérieure du cœur ». Il cite Saint Paul : « Si quelqu’un parmi vous pense être sage dans ce siècle, qu’il devienne fou, afin de devenir sage. » et « Qui nous séparera de l’amour du Christ ? Sera-ce la tribulation, ou l’angoisse, ou la persécution, ou la faim, ou la nudité, ou le péril, ou l’épée ? »,. Pour Ortrud Stumpfe, le chat avec lequel le garçon meunier ne danse pas est un « symbole du pouvoir qui glisse à travers les activités de la vie avec délectation, se réjouissant dans l'amour-propre », l'argent le pouvoir lunaire et la passion, l'or l'illumination des forces de la conscience.

## Adaptations
- Der arme Müllerbursch' und das Kätzchen, film d'animation DEFA, 50 min., RDA 1971, Réalisation : Lothar Barke (de), Helmut Barkowsky[12].

## Littérature
- Jacob Grimm, Wilhelm Grimm: Kinder- und Hausmärchen. Vollständige Ausgabe. Mit 184 Illustrationen zeitgenössischer Künstler und einem Nachwort von Heinz Rölleke. 19. Auflage. Artemis & Winkler, Düsseldorf / Zürich 2002,  (ISBN 3-538-06943-3), S. 514–518.
- Jacob Grimm, Wilhelm Grimm: Kinder- und Hausmärchen. Mit einem Anhang sämtlicher, nicht in allen Auflagen veröffentlichter Märchen und Herkunftsnachweisen. Hrsg.: Henz Rölleke. 1. Auflage. Band 3: Originalanmerkungen, Herkunftsnachweise, Nachwort. Reclam, Stuttgart 1980,  (ISBN 3-15-003193-1), S. 198–200, 487.
- Hans-Jörg Uther: Handbuch zu den „Kinder- und Hausmärchen“ der Brüder Grimm. Entstehung, Wirkung, Interpretation. De Gruyter, Berlin / New York 2008,  (ISBN 978-3-11-019441-8), S. 237–239.
- Lothar Bluhm, Heinz Rölleke: „Redensarten des Volks, auf die ich immer horche“. Märchen – Sprichwort – Redensart. Zur volkspoetischen Ausgestaltung der Kinder- und Hausmärchen durch die Brüder Grimm. S. Hirzel, Stuttgart/Leipzig 1997,  (ISBN 3-7776-0733-9), S. 117.